# Umeki Kento
Kento Umeki (sinh ngày 20 tháng 11 năm 1999) là một cầu thủ bóng đá người Nhật Bản.

## Sự nghiệp câu lạc bộ
Kento Umeki đã từng chơi cho Cerezo Osaka.